# Szedzsemnetjeru

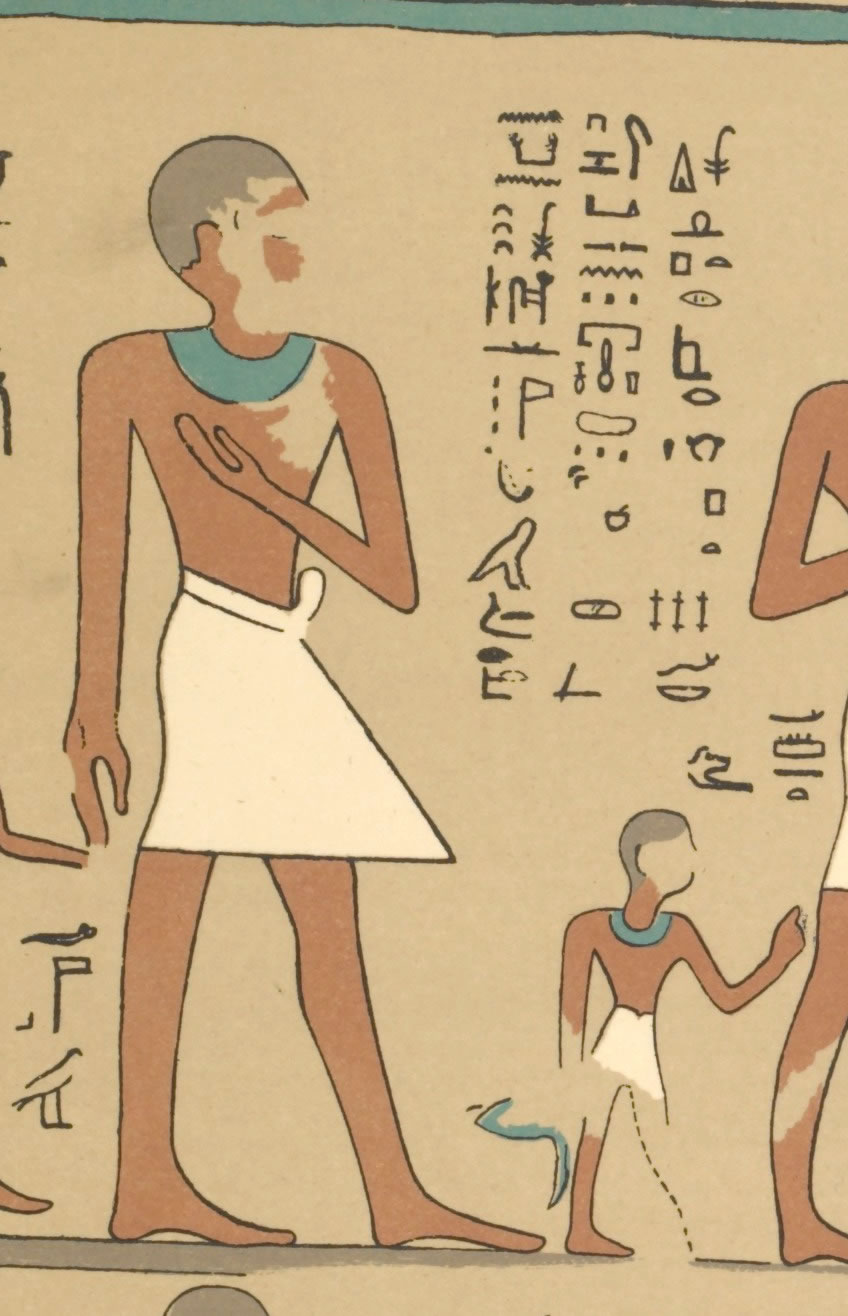
Szedzsemnetjeru ábrázolása Szobeknaht sírjában

Szedzsemnetjeru (sḏm-nṯr.w, „aki hallgat az istenekre”) ókori egyiptomi művész volt, aki a második átmeneti korban (i. e. 1650 körül) élt Nehebben és Nehenben. Egyike annak a kevés ókori egyiptomi művésznek, akit számos felirat említ, és akinek művei is ismertek. Ábrázolják Hóremhauef sírjában, ahol rajzolóként és „a felső-egyiptomi tízek nagyja”-ként említik. Rajzolói címe valószínűleg azt mutatja, hogy ő festette Hóremhauef sírjának díszítését. Említik II. Szobeknaht helyi kormányzó sírjában is, valószínű, hogy itt is ő festette a dekorációt. Itt a sírtulajdonos koporsóját követő menetben ábrázolják, és ugyanazokat a címeket viseli, mint Hóremhauef sírjában. Említik egy bizonyos Hórmin sírjában is, valószínűleg ennek a festését is ő végezte.

## Fordítás
- Ez a szócikk részben vagy egészben  a   Sedjemnetjeru című angol Wikipédia-szócikk ezen változatának fordításán alapul.  Az eredeti cikk szerkesztőit annak laptörténete sorolja fel. Ez a jelzés csupán a megfogalmazás eredetét és a szerzői jogokat jelzi, nem szolgál a cikkben szereplő információk forrásmegjelöléseként.